# Just Dance Wii
Just Dance Wii est un jeu de rythme sorti en 2011, développé par Ubisoft Paris et édité par Nintendo. Il est sorti sur la console Wii le 13 octobre 2011 au Japon en tant que premier opus de la série japonaise de Just Dance.

## Système de jeu
L'interface utilisateur et les fonctionnalités sont en grande partie identiques à celles de Just Dance 2, toutes les fonctionnalités étant disponibles à l'exception de la boutique en ligne.

## Liste des titres
Le jeu propose 29 chansons,.
| Titre                             | Artiste                                                    | Difficulté | Effort | Année |
| --------------------------------- | ---------------------------------------------------------- | ---------- | ------ | ----- |
| "Cheesy Cha Cha"                  | APM Music                                                  | 1          | 1      | 2010  |
| "Choo Choo Train"                 | Exile                                                      | 2          | 3      | 2003  |
| "Crazy in Love"                   | Studio Musicians (basé sur la chanson de Beyoncé et Jay-Z) | 3          | 2      | 2003  |
| "Cutie Honey"                     | Kumi Koda                                                  | 2          | 1      | 2004  |
| "Dagomba"                         | Sorcerer                                                   | 2          | 3      | 2010  |
| "Heavy Rotation"                  | AKB48                                                      | 3          | 2      | 2010  |
| "Hot Stuff"                       | Donna Summer                                               | 2          | 1      | 1979  |
| "Jump in the Line"                | Harry Belafonte                                            | 3          | 2      | 1961  |
| "Jumpin'"                         | Kara                                                       | 2          | 1      | 2010  |
| "Just Mario"                      |                                                            | 1          | 3      | 2011  |
| "Katti Kalandal"                  | Bollywood                                                  | 2          | 2      | 2004  |
| "Kimi ni Bump"                    | Ketsumeishi                                                | 2          | 2      | 2004  |
| "Koi no Dial 6700"                | Dream5                                                     | 1          | 1      | 2011  |
| "Mickey (Hawaii Version)"         | Gorie with Jasmine and Joann                               | 1          | 3      | 2004  |
| "Mister (Japanese Version)"       | Kara                                                       | 2          | 2      | 2010  |
| "One Night Carnival"              | Kishidan                                                   | 1          | 2      | 2001  |
| "Rasputin"                        | Boney M.                                                   | 3          | 3      | 1978  |
| "Ren'ai Revolution 21"            | Morning Musume                                             | 3          | 3      | 2000  |
| "S.O.S."                          | Rihanna                                                    | 3          | 2      | 2006  |
| "Sexy Girl"                       | Namie Amuro                                                | 2          | 1      | 2008  |
| "Survival Dance 'No No Cry More'" | TRF                                                        | 2          | 3      | 1994  |
| "Toxic"                           | The Hit Crew                                               | 3          | 1      | 2004  |
| "U Can't Touch This"              | MC Hammer                                                  | 1          | 1      | 1990  |
| "UFO"                             | Pink Lady                                                  | 2          | 2      | 1977  |
| "Valenti"                         | BoA                                                        | 2          | 1      | 2002  |
| "Wannabe"                         | Spice Girls                                                | 1          | 1      | 1996  |
| "Why? (Keep Your Head Down)"      | TVXQ                                                       | 3          | 2      | 2011  |
| "Won't Be Long"                   | Exile and Kumi Koda                                        | 1          | 1      | 2006  |
| "You Can't Hurry Love"            | The Supremes                                               | 2          | 2      | 1966  |